# Senti Napoli e poi...
Senti Napoli e poi... - raccolta di canzoni napoletane interpretate da Mario Trevi, pubblicato nel 1961 su 33 giri, è un album discografico del cantante Mario Trevi.

## Il disco
L'album è una raccolta di brani incisi nello stesso anno, su 45 giri, per la casa discografica Durium. Primo 33 giri pubblicato da Mario Trevi, l'album contiene i primi successi che hanno reso celebre l'artista a livello nazionale ed internazionale, come Mare verde, presentata con Milva e arrivata al secondo posto al Giugno della Canzone Napoletana, Cunto 'e lampare e Settembre cu mme, presentate al Festival di Napoli 1961, sino a successi personali incisi da Trevi negli anni precedenti, come Si ce lassammo e  'O sfaticato, e cover di altri colleghi napoletani, come Paese mio e  N'ata dummeneca. L'album verrà ristampato nel 1977, con lo stesso titolo, e distribuito dalla Sicamericana Sacifi in Argentina.

## Tracce

### Lato A
1. 'O sfaticato (Riccardi-Acampora-Fiorilli)
2. Mare verde (Marotta-Mazzocco)
3. Bbuono guaglione (Fiorelli-Buonafede)
4. Cunto 'e lampare (Bonagura-Recca)
5. N'ata dummeneca (Marchionne-Innocenzi)
6. È desiderio (Barrucci-Sasso-Esposito)
7. È 'na pazzia (Della Gatta-Acampora)

### Lato B
1. 'O binocolo (Aperuta-Riccardi-Sorrentino)
2. Settembre cu mme (Fiore-Vian)
3. 'O codice 'e ll'ammore (Pisano-Alfieri)
4. Si ce lassammo (De Mura-D'Alessio-Ruocco)
5. Guappetiello (Gigliati-Genta)
6. Canzone all'antica (Gaetani-Minervini)
7. Paese mio (De Filippo)